# Asmat Diasamidze
Asmat Diasamidze (en georgiano: ასმათ დიასამიძე; 30 de enero de 1973) es una deportista georgiana que compitió en tiro con arco, en la modalidad de arco recurvo. Ganó tres medallas en el Campeonato Europeo de Tiro con Arco en Sala entre los años 2002 y 2013.

## Palmarés internacional
| Campeonato Europeo en Sala | Campeonato Europeo en Sala | Campeonato Europeo en Sala | Campeonato Europeo en Sala |
| Año                        | Lugar                      | Medalla                    | Prueba                     |
| -------------------------- | -------------------------- | -------------------------- | -------------------------- |
| 2002                       | Ankara (Turquía)           | Medalla de plata           | Equipo                     |
| 2010                       | Poreč (Croacia)            | Medalla de bronce          | Equipo                     |
| 2011                       | Cambrils (España)          | Medalla de oro             | Equipo                     |